# Flaminio Scala

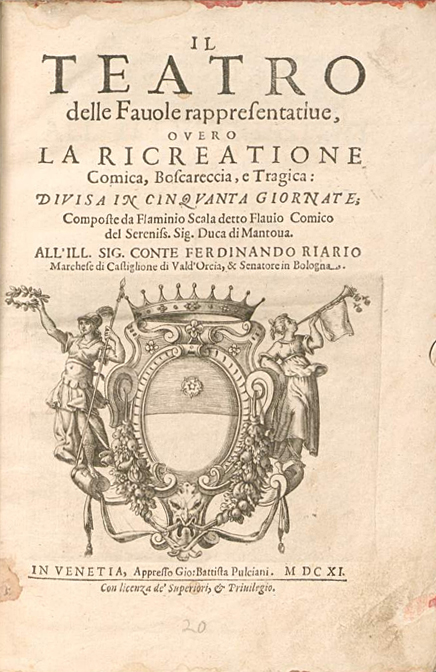
Titelseite des Erstdrucks von Il teatro delle favole rappresentative, (Venedig 1611).

Flaminio Scala (* 27. September 1552 in Rom; † 9. Dezember 1624 in Mantua) war ein bedeutender Schauspieler, Autor und Theaterunternehmer der italienischen Renaissance. Mit seinen Stegreifkomödien beeinflusste er so renommierte Autoren wie Lope de Vega, William Shakespeare, Ben Jonson, und Molière. Scala gilt als einer der wegweisenden Mitbegründer der Commedia dell’arte. Seine Stücke gehörten zu den ersten aus diesem Genre, die unter dem Titel Il Teatro delle Favole Rappresentative gedruckt wurden (Venedig 1611).

## Leben
Über seine Jugend ist wenig bekannt. Einige spärliche Hinweise auf seine Herkunft gibt allerdings sein Testament, das er 1616 aufsetzte. Dort sind auch sein Geburtsdatum und -ort überliefert. Demnach hieß sein Vater mit Vornamen Giacomo und stammte aus Rom. Der mit Scala befreundete Schauspieler Francesco Andreini verwies in seinem Vorwort von Il Teatro delle Favole Rappresentative auf die adelige Abstammung des Autors, was aber nur hier überliefert ist und nicht unbedingt wörtlich zu verstehen ist, sondern auch lediglich als großzügiges Kompliment gemeint sein kann. Abgesehen von seiner mutmaßlichen Geburt in Rom scheint Scala ausschließlich in Norditalien gelebt und gearbeitet zu haben, vorzugsweise in den damals tonangebenden Residenzstädten Mailand, Parma, Modena, Bologna, Ferrara, Brescia, Venedig und Mantua. Belegt sind lediglich Aufenthalte in Genua mit den Desiosi (1597) und den Uniti (1598). 1600/01 beteiligte er sich mit den Accesi an einer Tournee nach Frankreich. Seine Komödie Postumio erschien 1601 im Druck in Lyon. Fünf Jahre später war er in Mantua, 1610 wurden ihm vom Kardinal Caetani Auftritte in Modena untersagt. Die Desiosi, Uniti und Accesi waren sämtlich renommierte reisende Schauspieler-Truppen. Eine Mitarbeit bei den noch berühmteren Gelosi, die vom Schauspieler-Ehepaar Francesco und Isabella Andreini geführt wurden, ist nicht schriftlich belegt, es ist jedoch mehr als wahrscheinlich, dass Scala mit beiden eng befreundet war. Francesco selbst würdigte Scala in seinem Buch Le bravure del capitano Spavento (Venedig 1624), sein Sohn Giovan Battista ließ Scala in seinem Stück Le due commedie in commedia (Venedig 1622) in einer kurzen Szene auftreten. Nach dem Tod von Isabella (sie starb 1604 auf einer Reise von Frankreich nach Italien) arbeitete Francesco regelmäßig mit Scala an Schauspielen, in denen Isabella auch häufig als Figur vertreten war, ebenso wie der Aufschneider Capitano Spavento, die Paraderolle von Francesco (sie wurde gleichzeitig zu seinem Künstlernamen).
Am Beginn seiner Karriere spielte Scala unter dem Namen Flavio einen der beiden jungen Liebhaber, die in jeder commedia dell’arte auftraten (die innamorati, dt. die Verliebten). Später war er als eingebildeter Franzose mit starkem Akzent in komischen Rollen zu sehen und nannte sich auf der Bühne Claudio oder Claudione. Augenzeugenberichte über seine Auftritte gibt es nicht. Allerdings ist überliefert, dass er neben der Schauspielerei eine zweite Einnahmequelle hatte: Er betrieb in Venedig ein Parfüm-Geschäft, das in seiner Abwesenheit von Vertrauenspersonen geführt wurde. Damals galten solche Läden als gesellschaftliche Treffpunkte, was einem Künstler wie Scala, der von Verbindungen lebte, zugutekam. 
Nach der Veröffentlichung seiner Werke (1611) gibt es mehr Hinweise auf seine weitere Biografie. So wurde er 1613 von Don Giovanni de’ Medici, dem illegitimen Sohn des florentinischen Herzogs Cosimo I., eingeladen, mit den Confidenti eine neue Truppe zu gründen. Scala leitete die Compagnie von 1614 bis zum Tod Don Giovannis im Jahr 1621. Als capocomico hatte sich Scala um die gesamte Verwaltung zu kümmern und regelmäßig an seinen Förderer Medici zu berichten. Die entsprechenden Schreiben sind im Medici-Archiv erhalten und wurden 1993 veröffentlicht. In der Karnevalssaison 1615 war Scala mit den Confidenti im Teatro San Moisé in Venedig zu sehen. Als sich die Confidenti schließlich auflösten, war Scala bereits knapp 70 Jahre alt. Er hatte daher ein dringendes Interesse, bei einem der oberitalienischen Höfe eine Anstellung zu erhalten, die ihn finanziell absicherte. Anfang 1624 gelang ihm das in Mantua, wo er als Hof-Parfümier eingestellt wurde, sicherlich ein Versorgungsposten. Er verkaufte sein Geschäft in Venedig und zog um, starb jedoch bereits im Dezember. Ein Porträt, das ihn nachgewiesenermaßen zeigt, gibt es nicht. 

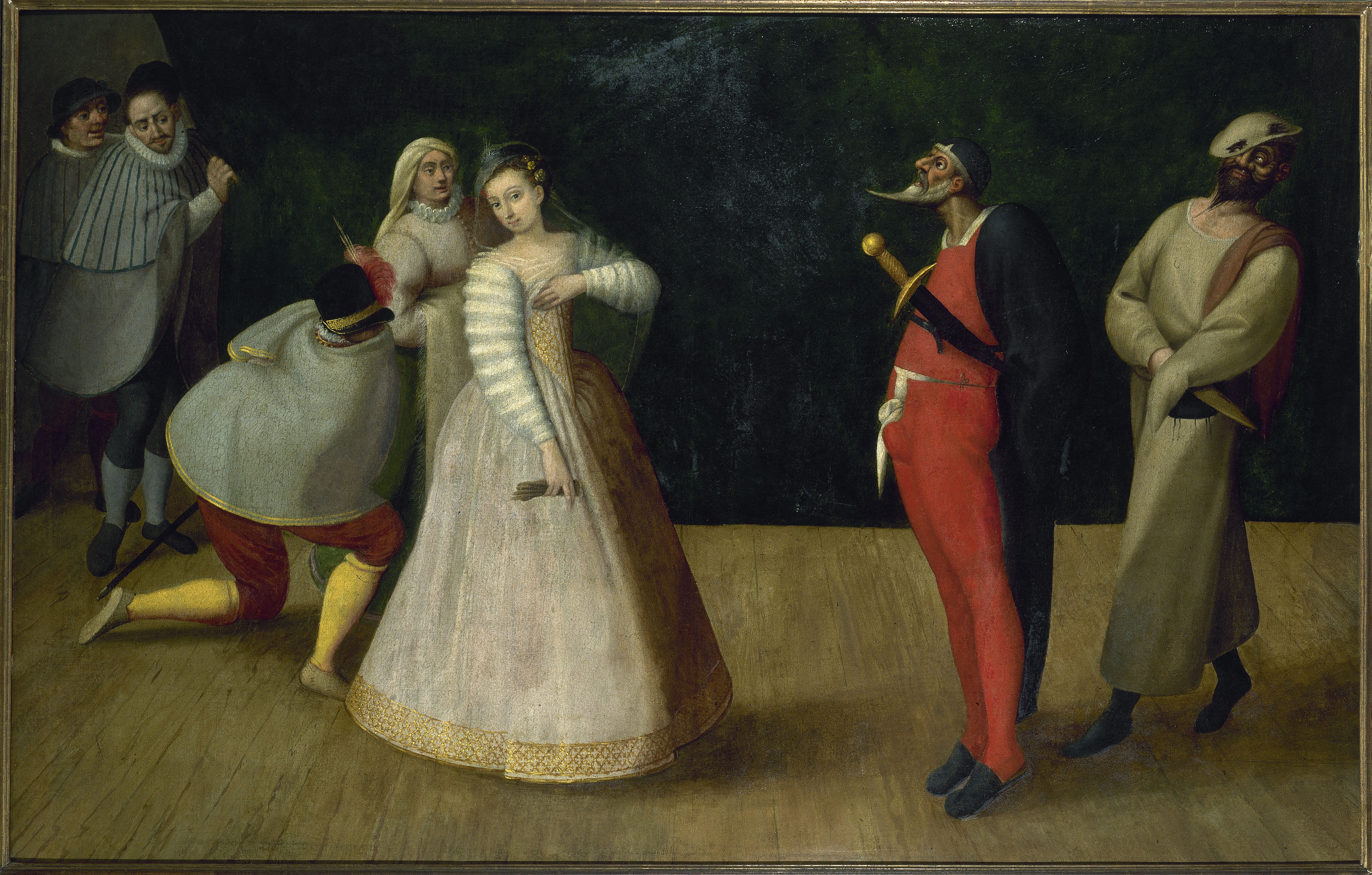
Flämisches Gemälde des 16. Jahrhunderts der Commedia dell’arte Truppe I Gelosi, Musée Carnavalet, Paris.

## Werke
Scala hinterließ in seinem Buch Il Teatro delle Favole Rappresentative overo La Ricreatione Comica, Boscareccia, e Tragica: Divisa in cinquanta giornate, das er dem Bologneser Grafen Ferdinando Riario widmete, keine ausformulierten Stücke, sondern Handlungsabläufe, Szenarien, wie es der Tradition der commedia dell’arte mit ihren Improvisationen entspricht. Möglicherweise hatte es auch kommerzielle Gründe, dass damals im Druck grundsätzlich keine wortwörtlichen Stegreifkomödien veröffentlicht wurden, um die jeweilige Truppe vor Ideenklau zu schützen. Da einzelne Schauspieler allerdings permanent zwischen verschiedenen Compagnien hin- und herwechselten, blieb diese Erwartung, wenn es sie gab, weitgehend unerfüllt. Warum Scala sich entschied, seine Szenarien 1611 drucken zu lassen, ist bis heute nicht ganz geklärt. Jedenfalls sind alle anderen Komödien-Entwürfe der Commedia dell’arte aus dieser Zeit nur handschriftlich überliefert. Frühestes gedrucktes Zeugnis dieses Genres ist ansonsten Èvariste Gherardis comédie italienne (Paris 1700).
Welche Leser Il Teatro delle Favole Rappresentative hatte und welchen genauen Zwecken das Buch diente, bleibt offen. Den beiden Vorworten, eines von Scala persönlich und eines von Francesco Andreini, sind nur vage Hinweise zu entnehmen. Es scheint, dass es Scala vor allem darum ging, sein Werk möglichst authentisch der Nachwelt zu hinterlassen. Außerdem war ihm bewusst, mit seiner Veröffentlichung etwas völlig Neues zu wagen, also die Neugier des Publikums zu bedienen. Der Commedia-Experte Tim Fitzpatrick mutmaßte 1995, dass Scala ähnlich wie Giovanni Boccaccio in seinem Decameron insgesamt einhundert Geschichten veröffentlichen wollte. Das würde bedeuten, dass Scala noch einen zweiten Band mit abermals fünfzig Szenarien plante, aus verschiedenen Gründen aber nicht dazu kam. 
Bemerkenswert an Il Teatro delle Favole Rappresentative sind die kurzen Zusammenfassungen der jeweiligen Handlung am Beginn jedes Szenariums. Sie informieren über die Vorgeschichte und den historischen Hintergrund. Neben der Liste der Rollen stellte Scala auch alle äußeren Mittel voran, die für eine Aufführung nötig waren, zum Beispiel besondere Kostüme und verortete die Handlung in eine bestimmte oberitalienische Stadt.

## Trivia
Scalas Leben wird in dem Roman The Glorious Ones von Francine Prose (1974) und im gleichnamigen Musical (deutsch: Die Glorreichen) von Lynn Ahrens und Stephen Flaherty (Uraufführung Pittsburgh 2007) zum Thema gemacht. Das Stück war im Oktober 2007 Off-Broadway in New York zu sehen, sowie in Toronto, London und im Juli 2017 an der Bayerischen Theaterakademie August Everding in München.